# Internationaal Stadion Jaber al-Ahmad
Het Internationaal Stadion Jaber al-Ahmad is een multifunctioneel stadion in Koeweit, Koeweit. Het stadion wordt vooral gebruikt voor voetbal- en atletiekwedstrijden. Het nationale voetbalelftal maakt gebruik van dit stadion. In het stadion is plaats voor 60.000 toeschouwers. Het werd geopend in 2010 en is vernoemd naar voormalig emir van Koeweit Jaber al-Ahmad al-Jaber al-Sabah.

## Internationale toernooien
Regelmatig worden in dit stadion internationale wedstrijden of toernooien gespeeld. Zo werd hier op 6 november 2010 de finale van de AFC Cup 2010 gespeeld tussen Qadsia SC en Al-Ittihad Aleppo. Die wedstrijd eindigde in 1–1, Al-Ittihad Aleppo uiteindelijk na strafschoppen. En er worden belangrijke nationale wedstrijden, zoals de finale van de Crown Prince Cup, Emir's Cup of Super Cup. In 2017 werd van dit stadion gebruik gemaakt voor de Golf Cup of Nations 2017, er werden 6 groepswedstrijden gespeeld en alle wedstrijden in de knock-outfase (halve finale en finale).